# Romano Viviani
Romano Viviani (Bangkok, 15 dicembre 1927 – Firenze, 21 novembre 2006) è stato un architetto italiano.

## Biografia
Romano Viviani nasce il 15 dicembre 1927 a Bangkok, in Thailandia, dove risiede la famiglia. Il padre Corrado Feroci è scultore e architetto reale e in seguito fondatore della Scuola di architettura e della locale università che porta il suo nome. Adotta il cognome della madre Fanny Viviani, e consegue la maturità classica a Roma nel 1945; studia architettura prima a Roma e poi a Firenze, dove si laurea nel 1952. Vince la borsa di studio di perfezionamento del Consiglio Nazionale delle Ricerche per l'anno 1953-1954 con un lavoro presso la cattedra di caratteri distributivi degli edifici della facoltà di architettura di Roma, dal quale deriverà il testo Le università pubblicato nel 1958 nel manuale Architettura pratica di Pasquale Carbonara. Nel 1960 consegue la libera docenza in caratteri distributivi degli edifici e dal 1962 è assistente di Raffaello Fagnoni alla Facoltà di architettura di Firenze. Nel 1965 è incaricato della stessa cattedra all'Istituto universitario di Venezia ma nel 1969 torna a Firenze, dove resterà tutta la vita. Nell'anno accademico 1969-1970 è incaricato del corso di igiene edilizia, una materia già insegnata dal medico Renzo Davoli trattando l'igiene dell'ambiente fisico, l'igiene degli spazi confinati e l'igiene urbanistica. Dal 1978 al 1980 è direttore dell'Istituto di ricerca architettonica dell'Università di Firenze; professore associato e titolare della cattedra di urbanistica I dal 1983 al 1996.
La sua attività professionale, già dai primi concorsi negli anni cinquanta, verte sugli aspetti sociali dell'architettura, avvicinandosi ai temi e ai problemi dell'urbanistica: nel 1955 partecipa al concorso per il nuovo ospedale San Giuseppe di Empoli, classificandosi al secondo posto e nel 1962 ne elabora il progetto esecutivo con Rolando Angeletti. Fra il 1960 e il 1966 si occupa dell'ampliamento e riordino edilizio dell'ospedale di Santa Verdiana a Castelfiorentino. Negli stessi anni fa parte dello studio programmazione e progettazione ospedaliera di Roma, con il quale partecipa ai piani socio sanitari della Basilicata e del Piemonte.
Collabora alla redazione dei piani regolatori generali di diversi comuni della zona di Firenze, Pistoia e Pisa, fra cui Empoli (1955-1956), Monsummano Terme (1969), San Casciano in Val di Pesa e Fucecchio (1964). Negli stessi anni realizza numerosi edifici scolastici, dalle piccole scuole elementari nelle frazioni del comune di Certaldo, alle scuole medie di ventiquattro aule per Castelfiorentino (1973) e per Certaldo. Con Silvestro Bardazzi, Giulio Lensi Orlandi, Roberto Maestro e Giannino Veronesi elabora il PIF (piano intercomunale fiorentino) nel 1973, strumento mai attuato dall'amministrazione ma determinante per la successiva politica urbanistica dei comuni a ovest di Firenze.
Nel corso degli anni ottanta e novanta redige e collabora alla redazione di una decina di piani di area vasta, oltre quaranta piani regolatori generali, più di venti piani attuativi. Si ricordano il piano regolatore generale del comune di Montelupo Fiorentino (1969) con il successivo piano strutturale e regolamento urbanistico (1991-2005), i progetti per gli spazi pubblici e gli interventi di ristrutturazione urbanistica e di addizione urbana del comune di Poggibonsi, del 1989, la variante al PRG di Castelfiorentino (1989-1995), i lavori per la rilevazione di caratteri storici, artistici, ambientali e del degrado del patrimonio edilizio del comune di Signa, seguito dal Piano strutturale (1999-2005); i numerosi piani attuativi per la realizzazione di edilizia economica e popolare Montelupo Fiorentino, Certaldo, Pieve a Nievole, Campiglia Marittima.
Nel 1988 è incaricato del coordinamento degli strumenti urbanistici generali dei comuni della Val di Cornia in provincia di Livorno e di quelli della Val di Cecina, in provincia di Pisa. Fra il 1990 e il 1995 è impegnato nella realizzazione delle scuole elementari del Borgaccio, nel comune di Poggibonsi, e dell'Istituto professionale, poi scuola media, di Empoli. Dal 1992 lavora al progetto di recupero del centro commerciale di Pontassieve insieme alla figlia Silvia, e all'ampliamento e ristrutturazione del complesso fieristico di Marina di Carrara, inaugurato nel 2006.
La partecipazione ai temi dell'urbanistica e della città si esprime anche a livello istituzionale, come membro di commissioni e organi nazionali e internazionali: dal è 1994 delegato responsabile della Facoltà di architettura di Firenze per le relazioni internazionali; ha responsabilità amministrative nell'area centrale della Toscana ed è stato membro per più di un ventennio della Commissione tecnico-amministrativa della Regione Toscana, membro del Consiglio di amministrazione dell'Ente autonomo Triennale di Milano dal 1991 al 1996, membro effettivo dell'Istituto nazionale di urbanistica e presidente onorario della Sezione Toscana. Negli anni ottanta è responsabile del progetto speciale CNR Regione Toscana per la strumentazione tecnico operativa e di controllo nel settore della residenza finalizzata al recupero del patrimonio esistente. Nel 1994 è consulente per l'elaborazione della proposta di legge regionale sull'edilizia scolastica su incarico della Regione Toscana.
Per tutti gli anni ottanta e novanta è attivo all'interno dell'Ordine degli architetti della Toscana, del CNA (Consiglio nazionale degli architetti), dell'UIA (Unione internazionale degli architetti) e del CLAEU (Comité de Liaison des Architectes de l'Europe Unie) dal 1987 al 1990: promotore e primo presidente del Consiglio europeo degli architetti, consigliere della Regione Europea nell'Unione internazionale architetti, presidente dell'Ordine degli architetti della Toscana (1981-1983); e vice-presidente del Consiglio nazionale degli architetti (1983-1986).
Muore a Firenze il 21 novembre 2006.

## Pubblicazioni (parziale)
- Piano pubblico progetti privati. I limiti alla tolleranza, Firenze, Alinea, 2001
- L'insegnamento di caratteri distributivi degli edifici a Firenze: metodi, ricerche, contributi, Firenze, Libreria Editrice Fiorentina, 1964
- Governare la città o governare i cittadini? Le regole dell'ordine, Firenze, Alinea, 1998